# Retrat de Jaume Sabartés amb gorgera i barret
Retrat de Jaume Sabartés amb gorgera i barret és una pintura a l'oli sobre tela realitzada per Pablo Picasso el 1939 a Royan i que actualment forma part de la col·lecció permanent del Museu Picasso de Barcelona. Es mostra a l'Espai Sabartés del museu, i formava part de la col·lecció privada del mateix Jaume Sabartés. El quadre està signat Picasso i datat Royan 22.10.39 a la part inferior dreta de l'obra.

## Descripció

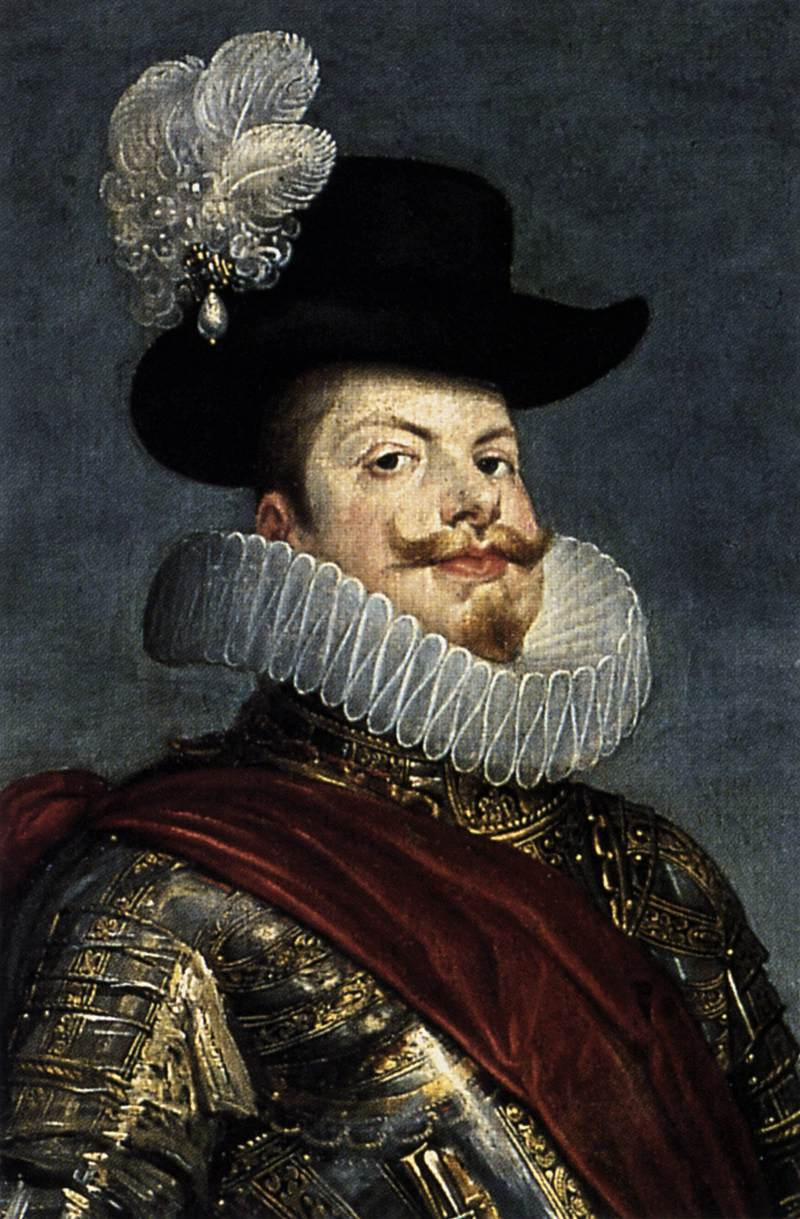
Felip II retratat amb gorgera i barret amb ploma

El retrat de Sabartés fet a Royan el 1939 representa una fita en la iconografia de Sabartés en l'obra de Picasso. En el moment de dur a terme el retrat, les seves vides s'havien tornat a ajuntar, i en aquell instant, no només els uneix l'amistat, sinó que, a més, Sabartés s'ha convertit en el seu secretari personal i en el testimoni més discret i fidel de la biografia picassiana.
Aquest darrer retrat a l'oli significa la materialització d'una antiga aspiració de Sabartés. Ell mateix fa una minuciosa descripció del moment en què fou creat: 
| «                | Per distreure'l o perquè sí, és a dir sense solta ni volta, quan em sembla que es cansa de sostenir un soliloqui i per fer-li sentir que me l'escolto, m'agafa per dir-li: M'agradaria fer-me un retrat amb una gorgera, a la manera dels senyorassos del segle xvi, i barret amb ploma per cobrir el cap. Ja te'l faré, em contesta despreocupadament. | » |
| — Jaume Sabartés | |   |

Aquesta escena té lloc el 1938, i el desig de Sabartés de veure's com un gentilhome dels temps de Felip II, culmina amb aquest retrat realitzat a Royan el 1939, un retrat ple d'ironia, d'aquella ironia, barreja de burla i afecte, que era la base de la seva amistat.
Els dibuixos de l'any anterior són un brou de cultiu idoni perquè la caracterització desitjada per Sabartés prengui cos definitivament en aquest retrat del seu amic. És una obra que se cenyeix a les pautes del moment de l'artista: la distorsió dels trets, el tractament del nas, l'aparent dislocació facial que no es desvia gens ni mica de les senyes d'identitat que formen la fisonomia i el caràcter del vell amic, a qui farà constants al·lusions en la seva obra tant d'una forma literària com gràfica.